# 格纳登多夫
格纳登多夫是奥地利下奥地利州米斯特尔巴赫县的一个市镇。总面积48.25平方公里，总人口1174人，人口密度24.3人/平方公里（2005年）。